# Detektyw Pchełka na tropie
Detektyw Pchełka na tropie (ang. Inch High, Private Eye, 1973–1974) – amerykański serial animowany wytwórni Hanna-Barbera, wyprodukowany w roku 1973.
W Polsce, serial był emitowany na kanale Boomerang; wcześniej  został wydany na kasetach VHS przez Polskie Nagrania pt. Prywatny detektyw pan Pchełka.

## Postaci
- Pchełka – detektyw agencji Finkertona. Nie jest specjalnie inteligentny, a jego wnioski często są błędne. Ale ma niewiarygodne szczęście. Jest niezwykle niskiego wzrostu.
- Gator – nieco pogardzany przez Pchełkę, a jednak inteligentniejszy od niego pomocnik. Cechą specjalną jest możliwość dowolnego przebrania w kilka sekund.
- Lori – siostrzenica Pchełki.
- Bohater – bernardyn, pies Pchełki.
- Finkerton – pracodawca Pchełki. Gardzi nim i jego ekipą. Pragnie ich zwolnić, ale klienci mają całkowicie odmienne zdanie o nich.

## Wersja polska

### Polskie Nagrania
Wersja polska: Zespół Promocji Filmowej „Unifilm” Sp z.o.o., CWPiFT „Poltel” oraz Studio Opracowań Filmów w Warszawie
Reżyseria: Henryka Biedrzycka
Dialogi:
- Elżbieta Kowalska
- Joanna Klimkiewicz
- Elżbieta Łopatniukowa
- Krystyna Skibińska-Subocz

Dźwięk: Krystyna Zając
Montaż: Irena Roweyko
Montaż elektroniczny: Ewa Borek
Kierownictwo produkcji: Marek Składanowski
Inżynier studia: Andrzej Dzikowski
Dystrybucja: HANNA-BARBERA POLAND
Produkcja i rozpowszechnianie: POLSKIE NAGRANIA
Wystąpili:
- Mirosław Wieprzewski – Detektyw Pchełka
- Włodzimierz Bednarski – Finkerton
- Wojciech Machnicki – Gator
- Aleksandra Kisielewska – Lori
- Zofia Gładyszewska – Emma Gotroks
- Henryk Łapiński – udzielający ślubu wnuczce pani Gotroks
- Leopold Matuszczak – kamerdyner Gotroksów
- Stanisław Brudny – kapitan przemytników statków

i inni

### 2008 rok
Wersja polska: na zlecenie Warner Bros. – Studio Genetix Film Factory
Dialogi polskie:
- Grzegorz Drojewski,
- Krzysztof Pieszak

Reżyseria: Anna Apostolakis
Realizacja dźwięku: Ilona Czech-Kłoczewska
Kierownictwo produkcji: Agnieszka Sokół, Róża Zielińska
Wystąpili:
- Leszek Zduń – Detektyw Pchełka
- Beata Łuczak – Lori
- Piotr Zelt – Gator
- Mieczysław Morański – Finkerton
- Jacek Czyż
- Zbigniew Konopka
- Janusz Wituch
- Tomasz Korczyk
- Mirosław Wieprzewski
- Wojciech Machnicki
- Karol Wróblewski
- Cezary Nowak
- Anna Apostolakis

i inni
Lektor: Leszek Zduń

## Spis odcinków
| N/o            | Nieoficjalny polski tytuł                 | Angielski tytuł                    |
| -------------- | ----------------------------------------- | ---------------------------------- |
|                |                                           |                                    |
| SERIA PIERWSZA |                                           |                                    |
|                |                                           |                                    |
| 01             | Inspektor do śmierci                      | Inspect Till Death                 |
|                |                                           |                                    |
| 02             | Diamenty najlepszym przyjaciela złodzieja | Diamonds Are a Crook’s Best Friend |
|                |                                           |                                    |
| 03             | Powinieneś być na obrazach?               | You Oughta Be in Pictures          |
|                |                                           |                                    |
| 04             | Przemytnicy                               | The Smugglers                      |
|                |                                           |                                    |
| 05             | Liczebna historia                         | Counterfeit Story                  |
|                |                                           |                                    |
| 06             | Klątwa mumii                              | The Mummy’s Curse                  |
|                |                                           |                                    |
| 07             | Twórca lalek                              | The Doll Maker                     |
|                |                                           |                                    |
| 08             | Maestro muzyki                            | Music Maestro                      |
|                |                                           |                                    |
| 09             | Miasto Dude                               | Dude City                          |
|                |                                           |                                    |
| 10             | Wysoki styl                               | High Fashion                       |
|                |                                           |                                    |
| 11             | Włamywacze                                | The Cat Burglars                   |
|                |                                           |                                    |
| 12             | Najwspanialsze zwierzęta świata           | The World’s Greatest Animals       |
|                |                                           |                                    |
| 13             | Super Pchła                               | Super Flea                         |
|                |                                           |                                    |
| 14             | Powrót Spumoniego                         | The Return of Spumoni              |
|                |                                           |                                    |

## Dodatkowe informacje
Agencja Finkertona jest nawiązaniem do prawdziwej Agencji Pinkertona.